# Afghanistan ai XVII Giochi paralimpici estivi
L'Afghanistan ha partecipato ai XVII Giochi paralimpici estivi che si sono svolti a Parigi in Francia, dal 28 agosto all'8 settembre 2024, con una delegazione di un atleta uomo, che ha gareggiato in una disciplina.

## Taekwondo
| Atleta          | Evento         | 16-esimi                | Quarti di finale     | Semifinale           | Finale / Finale per il bronzo | Posizione       |
| Atleta          | Evento         | Avversario Risultato    | Avversario Risultato | Avversario Risultato | Avversario Risultato          | Posizione       |
| --------------- | -------------- | ----------------------- | -------------------- | -------------------- | ----------------------------- | --------------- |
| Ebrahim Danishi | Maschile 58 kg | Xiao Xiang-wen P (7-37) | non qualificato      | non qualificato      | non qualificato               | non qualificato |